# Przybyszewo (województwo mazowieckie)
Przybyszewo – wieś sołecka w Polsce położona w województwie mazowieckim, w powiecie ciechanowskim, w gminie Regimin.
| SIMC    | Nazwa  | Rodzaj    |
| ------- | ------ | --------- |
| 0124736 | Włodki | część wsi |

W latach 1975–1998 miejscowość położona była w województwie ciechanowskim.